# Алесандро Бињамини
Алесандро Бињамини (итал. Alessandro Bignamini; Милано, 24. новембар 1970) је италијански цртач стрипова и илустратор.
Матурирао је у уметничкој школи, а похађао је Школу стрипа у Милану. Током 1990. објавио је више епизодних прича од једне табле у часописима Фумо ди Ћина и Комик Арт. У првој половини деведесетих цртао је кратке приче за часописе Профондо росо („Еден“) и Интрепидо („Универсо“).
Примљен је међу особље Серђо Бонели едиторе 1994. године, када почиње да ради серијал „Мистер Но“. За исту кућу учествује на серијалу „Бред Берон“ од 2005, „Грејсторм“ од 2009, и „Orfani“ од 2013. године.